# 鄭錦興
鄭錦興（英語：Cheng Kam Hing，1985年10月12日—），生於香港，香港籃球運動員，司職小前鋒，現時效力香港甲一籃球聯賽球隊漢友。妻子是香港藝人可宜。

## 籃球生涯
鄭錦興生於香港，早年畢業於獻主會溥仁小學（1999年小六）中學就讀五旬節聖潔會永光書院及後轉讀英華書院（2004年中五）。外界盛傳他於16歲時才開始接觸籃球，但其實早於13歲就讀五旬節聖潔會永光書院時已漸露頭角被認為是極具天賦年輕球員之一，及後因英華書院不惜成本挖角因而轉讀體育名校英華書院成為學界球星。更因外型及打法與日本漫畫《男兒當入樽》中的流川楓相似，所以被球迷冠稱「港版流川楓」，他於2002年的Nike League首次參賽，最後更成為最有價值球員，並在2003年正式加盟以年輕球員為主的香港甲一組聯賽球隊飛鷹。
2006年，鄭錦興轉投福建並簽約三年。2015年8月轉會全港首支職業籃球隊東方，惟他於季初傷患纏身，於新加坡集訓期間發現右手輕微骨裂，缺陣休養四至六星期，幸好鄭錦興於2016年6月22日對南華的季後總決賽第二回合大爆發，獨取全場其當季最高的28分下，協助球隊反勝對手，結果他在四場總決賽表現出色，場均19.3分憾以場數負南華，屈居亞軍。
2017年球季前，鄭錦興接受手術治療，清除右手手肘的骨刺，並在2017年1月23日主場擊敗菲律賓火焰的東南亞職業籃球聯賽第2節尾段復出，原以為恢復順利，但他傷癒操練時被撞倒，並感到痛楚，檢查後發現有軟骨卡在手肘，於是於2017年4月22日決定再次將軟骨取出，手術雖然順利完成，但鄭錦興為了完全康復，要停練半年。
2017年6月1日，東方龍獅宣佈鄭錦興因個人原因於6月1日起離隊，而他在接受訪問時承認被球隊解除職務，並獲相等於三個月薪金的賠償，結果他恢復自由身後獲多間球會誠邀加盟，不過最後鄭錦興經過與母會飛鷹的老闆溝通後，選擇隨老闆加盟遊協。
2018年，鄭錦興轉投福建。

## 國際賽生涯
於2002年，18歲的鄭錦興獲香港籃球代表隊青睞，在9月期間入選香港亞運集訓隊，隨隊遠赴福建集訓，不過他最終未能入選香港亞運籃球代表隊。於2015年12月20日，鄭錦興臨危受命歸隊忍痛上陣，仍能貢獻17分成為隊中全場最高得分手，協助香港於首屆粵港盃男子籃球賽，以6分之差力壓廣東，勇奪此項首度舉辦的粵港盃賽冠軍。2017年11月，他於傷瘉後獲香港代表隊重新徵召出戰世界盃亞洲區外圍賽，成為歷史上香港首批參與世界盃的球員，並分別隨於主場和作客迎戰勁旅中國，韓國以及紐西蘭國家隊，結果香港首輪大敗予中國和新西蘭。
2018年亞洲運動會籃球比賽於2018年8月14日至9月1日期間在印尼雅加達舉行，鄭錦興入選香港男子籃球代表隊出戰，並擔任隊長。

## 外部連結
- 鄭錦興在fiba.basketball（英语）
- 鄭錦興在archive.fiba.com（存檔）（英语）
- 鄭錦興在Eurobasket.com（球員）（英语）
- 鄭錦興在RealGM（英语）
- ABL官網球員註冊資料
- 香港運動員資料